# Mahmoud Abou Hamdane
Mahmoud Abou Hamdan est un homme politique libanais.
Ancien membre du Mouvement Amal, à une époque très proche de Nabih Berri, il est nommé en 1991 député chiite de Baabda.
En 1992, 1996 et 2000, il est élu député chiite de Rachaya-Békaa Ouest et occupe entre 1992 et 1998 le poste de ministre de l'Habitat et des Coopératives, dans les trois gouvernements successifs de Rafiq Hariri.
En 2003, à la suite de profonds désaccords avec Nabih Berri, il est exclu du Mouvement Amal, avec deux de ses collègues, les anciens ministres Mohammad Abdel-Hamid Beydoun et Ali Ajaj Abdallah.
Il échoue lors des élections législatives de 2005, mais réalise quand même un score honorable pour un candidat indépendant.